# NXT Heatwave (2025)
Heatwave (2025), também promovido como Heatwave: Massachusetts, será um evento de luta livre profissional transmitido ao vivo e produzido pela WWE. Será a quarta edição anual do Heatwave produzido pela empresa para sua marca de desenvolvimento NXT e o 11° Heatwave no total. O evento ocorrerá no domingo, 24 de agosto de 2025, no Lowell Memorial Auditorium, em Lowell, Massachusetts, e será o primeiro Heatwave a utilizar exclusivamente o logotipo da WWE, além de ser transmitido pela Netflix.

## Produção

### Introdução

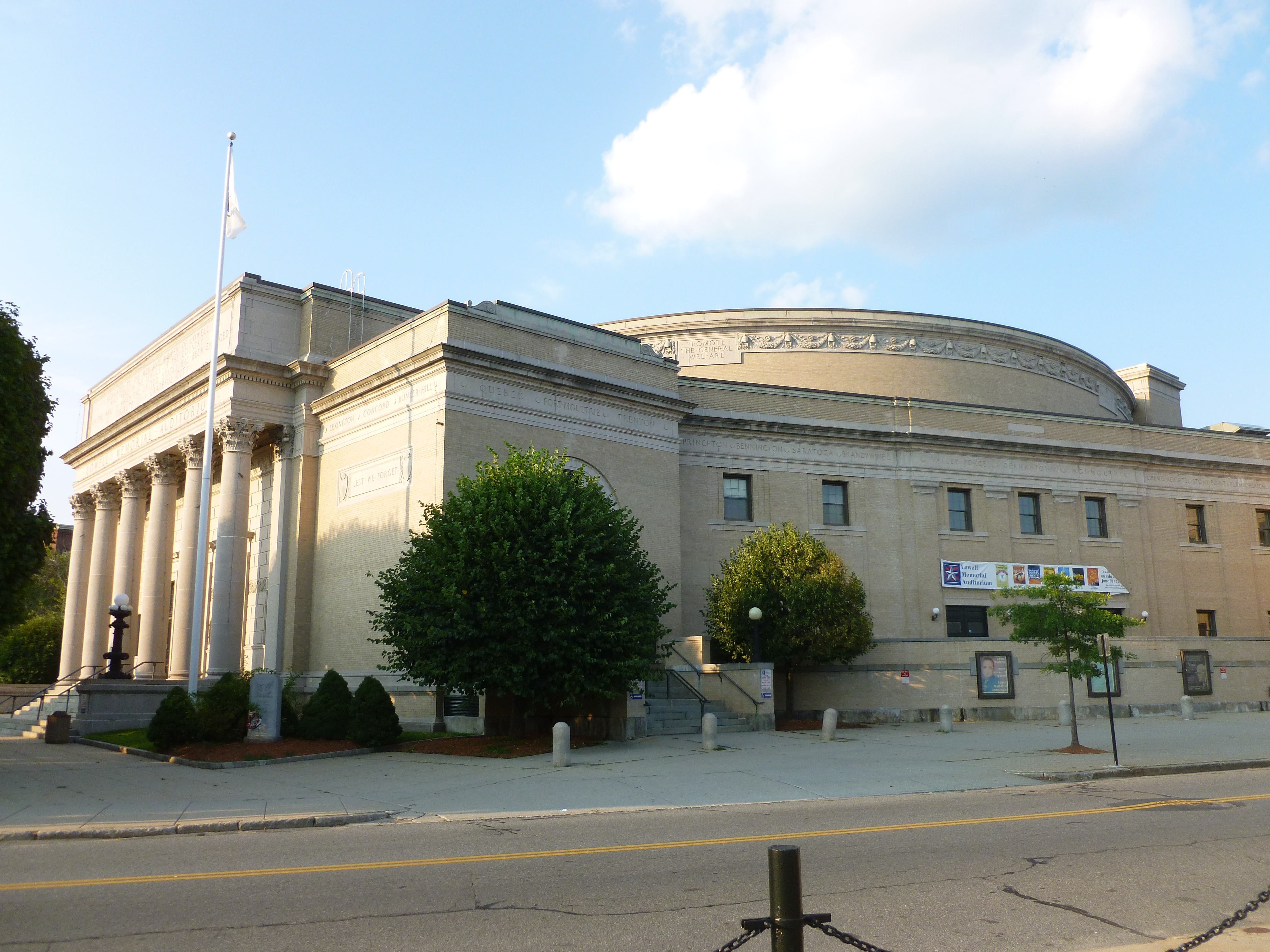
O evento será realizado no Lowell Memorial Auditorium em Lowell, Massachusetts.

Heatwave era originalmente o nome de um evento de luta livre profissional produzido pela Extreme Championship Wrestling (ECW) que ocorreu anualmente de 1994 a 2000. O evento de 1997 foi um pay-per-view pela Internet (iPPV), enquanto as edições de 1998 a 2000 do Heatwave foram transmitidas por pay-per-view tradicional (PPV). A ECW foi descontinuada em 2001, e a WWE adquiriu os ativos da ECW em 2003. Em 2022, a WWE reviveu o evento para sua marca de desenvolvimento NXT como um especial anual de televisão do programa NXT.
Em 10 de julho de 2025, foi reportado que o quarto Heatwave sob a bandeira da WWE, e o 11º no total, seria realizado no domingo, 24 de agosto de 2025, no Spartanburg Memorial Auditorium, em Spartanburg, Carolina do Sul. No entanto, durante o The Great American Bash em 12 de julho, foi anunciado que o Heatwave acontecerá em Lowell, Massachusetts. Além do Peacock nos Estados Unidos, o evento também estará disponível para transmissão ao vivo pela Netflix na maioria dos mercados internacionais e pela WWE Network nos países restantes que ainda não migraram para a Netflix devido a contratos preexistentes. Este será o primeiro Heatwave a ser transmitido pela Netflix após a fusão da WWE Network com o serviço em janeiro de 2025 nessas regiões. A partir do Halloween Havoc de 2024, todos os principais eventos do NXT passaram a ser marcados apenas com o logotipo da WWE em vez do logotipo do NXT, marcando o primeiro Heatwave a usar apenas o logotipo da promoção.
Espera-se que o Heatwave enfrente o Forbidden Door, um evento conjunto de pay-per-view produzido pela All Elite Wrestling (AEW) e New Japan Pro-Wrestling (NJPW), que está marcado para acontecer na O2 Arena em Londres, Inglaterra.

### Histórias
O evento incluirá lutas que resultam de histórias com script, onde os lutadores retratam heróis, vilões ou personagens menos distinguíveis em eventos que criam tensão e culminam em uma luta ou série de lutas, com resultados predeterminados pelos escritores da WWE para a marca NXT, enquanto as histórias são desenvolvidas no programa de televisão semanal da WWE, o NXT.
Após a estreia de Blake Monroe no NXT, ela e Jordynne Grace formaram uma aliança, e no The Great American Bash em 12 de julho, Grace e Monroe derrotaram Fatal Influence (a campeã feminina do NXT Jacy Jayne e Fallon Henley) em uma luta de duplas. Na noite seguinte, no Evolution, Grace, acompanhada por Monroe, desafiou Jayne pelo título, mas perdeu a luta depois que Monroe a atacou com o campeonato, virando heel no processo. Dois dias depois, no NXT, foi transmitido um vídeo onde Monroe zombava de Grace por não ser digna de uma chance pelo Campeonato Feminino do NXT e a convidava para assistir sua estreia solo na semana seguinte, onde Monroe venceu. Depois disso, Grace atacou Monroe, que conseguiu se reverter a situação, machucando o pescoço de Grace. No episódio de 29 de julho do NXT, Monroe afirmou que Grace não era boa o suficiente, continuando a zombar dela, e uma semana depois, durante a luta de Monroe, Grace apareceu usando um colar cervical e perseguiu Monroe para fora da arena, custando a vitória dela por contagem. Mais tarde naquela noite, a gerente geral do NXT, Ava, anunciou que Grace enfrentaria Monroe no Heatwave.
No Stand & Deliver, Oba Femi derrotou Je'Von Evans e Trick Williams para reter o Campeonato do NXT. Depois disso, Williams venceria o Campeonato Mundial da TNA um mês depois, no Battleground. No episódio de 22 de julho do NXT, Evans estava pensando sobre o que deveria fazer a seguir quando foi abordado pelo membro do Hall da Fama da WWE, The Undertaker, que disse que Evans deveria "ir atrás do maior cão do quintal". Na semana seguinte, Evans discutiu o conselho de Undertaker quando foi interrompido por Williams, que achava que Evans estava ali para desafiá-lo. No entanto, Evans revelou que veio para desafiar Femi. Williams se sentiu desrespeitado, afirmando que seria uma questão de tempo até derrotar Femi e se tornar campeão duplo. Depois disso, foram interrompidos pelos aliados de Williams, The High Ryze (Wes Lee, Tyson DuPont e Tyriek Igwe) e após uma troca de palavras, Evans atacou Lee, mas foi superado em número por Williams e High Ryze. Mais tarde naquela noite, Evans derrotou Lee e, depois disso, Williams, Evans e Femi se confrontaram. Na semana seguinte, Femi afirmou que ninguém era digno de enfrentá-lo pelo título, antes de ser interrompido por Williams e Evans, com Evans propondo que ele e Williams se enfrentassem para determinar quem lutaria pelo Campeonato do NXT, com Femi afirmando que a luta deveria acontecer no episódio daquela noite. Williams recusou, preferindo que a luta ocorresse no episódio de 19 de agosto. Isso foi posteriormente confirmado pela gerente geral do NXT, Ava, que também anunciou que o vencedor enfrentaria Femi no Heatwave.
Por meses, DarkState (Dion Lennox, Osiris Griffin, Saquon Shugars e Cutler James) vinha atacando vários lutadores, incluindo os campeões de duplas do NXT, Hank e Tank (Hank Walker e Tank Ledger). No episódio de 24 de junho do NXT, Hank e Tank foram atacados nos bastidores por agressores desconhecidos. Um mês depois, no episódio de 5 de agosto, Hank e Tank foram atacados por DarkState após sua bem-sucedida defesa de título. Mais tarde naquela noite, DarkState revelou que foi eles quem atacaram Hank e Tank um mês atrás, enquanto Hank e Tank exigiram uma luta contra qualquer membro do DarkState. A gerente geral do NXT, Ava, então anunciou que Hank e Tank defenderiam seus títulos contra dois membros do DarkState no Heatwave.
No Slammiversary da TNA, uma luta Winner Takes All valendo tanto o Campeonato Feminino do NXT quanto o Campeonato Mundial das Knockouts da TNA foi marcada, com ambas Jaida Parker e Lash Legend deixando claro que iriam atrás da vencedora. No evento, Jacy Jayne venceu a luta, retendo o Campeonato Feminino do NXT e conquistando o Campeonato Mundial das Knockouts da TNA. Três dias depois, no NXT, durante a celebração do Fatal Influence (Jayne, Jazmyn Nyx e Fallon Henley), elas foram interrompidas por Legend e Parker. Após uma troca de palavras, o Fatal Influence brigou com Legend e Parker, com as últimas levando a melhor. Depois disso, Legend e Parker se confrontaram. No episódio seguinte, Parker derrotou Nyx, e mais tarde, Henley derrotou Legend. Durante esse tempo, Kelani Jordan e Lola Vice também declararam suas intenções de lutar pelo Campeonato Feminino do NXT, e Jordan e Vice derrotaram Jayne e Henley em uma luta de duplas no episódio de 12 de agosto. Após o final do show, em um vídeo postado no X, foi revelado que, mais cedo no programa, Parker, Jordan e Vice discutiram sobre quem deveria lutar pelo Campeonato Feminino do NXT, com a gerente geral do NXT, Ava, anunciando uma luta triple threat para determinar a desafiante º1 pelo título entre Parker, Jordan e Vice no Heatwave.

## Lutas
| Nº                                          | Lutas | Estipulações                                                                         |
| ------------------------------------------- | --- | ------------------------------------------------------------------------------------ |
| 1                                           | Jordynne Grace vs. Blake Monroe                                                                                           | Luta individual                                                                      |
| 2                                           | Oba Femi (c) vs. Je'Von Evans                                                                                             | Luta individual pelo Campeonato do NXT                                               |
| 3                                           | Hank e Tank (Hank Walker e Tank Ledger) (c) vs. DarkState (Dion Lennox, Osiris Griffin, Saquon Shugars e/ou Cutler James) | Luta de duplas pelo Campeonato de Duplas do NXT                                      |
| 4                                           | Jacy Jayne (c) vs. Ash by Elegance (com Personal Concierge) vs. Masha Slamovich                                           | Luta triple threat pelo Campeonato Mundial das Knockouts da TNA                      |
| 5                                           | Jaida Parker vs. Kelani Jordan vs. Lola Vice                                                                              | Luta triple threat para determinar a desafiante nº 1 pelo Campeonato Feminino do NXT |
| (c) – Refere-se aos campeões antes da luta. | |                                                                                      |